# ゲーム・ゲーム・ショー
『ゲーム・ゲーム・ショー』は、1965年10月17日から1966年3月27日までTBS系列局で放送されていた、TBS製作の視聴者参加型のバラエティ番組である。全23回。放送時間は毎週日曜 13時30分 - 14時30分（日本標準時）。

## 概要
同時間帯で散発的に放送されていた『サンデーわいわいワイドショー』が改題リニューアルした後継番組。前番組が行っていた「鼻で夫を当てる」や「軽自動車への人間の詰め込み」といった奇抜な内容のゲーム（コンテスト）を避け、家族やグループなどの団欒にも取り入れられる家庭的なゲームを中心にしていた。また、郷土芸能などのショーも折り込んでいた。

## 出演者

### 司会
- 高橋圭三[1]

### アシスタント
- スリーファンキーズ[1]（第5期）
  - 長沢純
  - 手塚しげお
  - 早瀬雅男
- 小林治子

## 参考資料
- 産経新聞
- TBS50年史（2002年1月、東京放送編・発行） - 国立国会図書館サーチの書誌情報
  - 付録のDVD-ROM『ハイブリッド検索編』
    - テレビ番組データベース